# Elco van der Geest
Elco van der Geest, né le 4 mai 1979 à Haarlem, est un judoka belgo-néerlandais qui a évolué dans la catégorie des moins de 100 kg (mi-lourds). Il est affilié à la Vlaamse Judo Federatie. Son frère Dennis est aussi judoka. Il décide d'arrêter la compétition en mars 2013.

## Palmarès
Elco van der Geest a été champion d'Europe en catégorie mi-lourds en 2002 et 2010 et a remporté plusieurs grands tournois internationaux.
Aux Jeux Olympiques, son meilleur résultat est une 5e place en 2004 à Athènes dans la catégorie poids mi-lourds (moins de 100 kg), après avoir éliminé le champion japonais Kōsei Inoue en quart de finale par ippon.
Il a également été 3 fois champion des Pays-Bas et 2 fois champion de Belgique :
| Titre national        | Titre national        | 1996 | 1997 | 1998 | 1999 | 2000 | 2001 | 2002 | 2003 | 2004 | 2005 | 2006 | 2007 | 2008 | 2009 | 2010 | 2011 |
| --------------------- | --------------------- | ---- | ---- | ---- | ---- | ---- | ---- | ---- | ---- | ---- | ---- | ---- | ---- | ---- | ---- | ---- | ---- |
| Chpt des Pays-Bas     | Chpt des Pays-Bas     | 2e   | 3e   | 2e   | 2e   | -    | 1er  | 1er  | -    | 3e   | -    | -    | 1er  |      |      |      |      |
| toutes catégories P-B | toutes catégories P-B | -    | -    | -    | 3e   | -    | -    | -    | -    | -    | -    | -    | -    |      |      |      |      |
| Chpt de Belgique      | Chpt de Belgique      |      |      |      |      |      |      |      |      |      |      |      |      |      | 1er  | -    | 1er  |

- 1996-1997 : -86 kg
- 1998-1999 : -90 kg
- 2001-2011 : -100 kg